# Swiftia miniata
Swiftia miniata is een zachte koraalsoort uit de familie Plexauridae. De koraalsoort komt uit het geslacht Swiftia. Swiftia miniata werd in 1855 voor het eerst wetenschappelijk beschreven door Valenciennes. 